# Bürgerbräu Bad Reichenhall
Der Bürgerbräu Bad Reichenhall (vollständige Firmenbezeichnung: Bürgerbräu Bad Reichenhall August Röhm & Söhne KG) ist eine Brauerei im oberbayerischen Bad Reichenhall.

## Geschichte

### Vorgeschichte
Bad Reichenhalls Geschichte ist bis zur Mitte des 19. Jahrhunderts stark von der Salzherstellung aus Sole geprägt. Dies brachte der Stadt Reichtum, jedoch mussten die vielen Arbeitskräfte mit Nahrungsmitteln – darunter große Mengen Bier – versorgt werden. Gegen Ende des 14. Jahrhunderts gab es in der Stadt vier Brauereien.
1493 – über zwanzig Jahre vor dem Reinheitsgebot von 1516 – gab es in Bad Reichenhall eine Bierordnung. Diese war von Herzog Georg dem Reichen – der im Besitz der meisten Sudhäuser der Stadt war – erlassen worden. Mit der klaren Anweisung „Ain yeder Prew soll bey dem aid, denn er darumben geschworn hat, nit annders prauchen zu pier dann guet beschauts unnd gerechtfertigs Malltz, Wasser unnd Hopffn.“ wurden durch diese Bierordnung die Zutaten für das in der Stadt hergestellte Bier ausdrücklich definiert. (Gersten-)Malz, Wasser und Hopfen werden als Zutaten auch im jüngeren Reinheitsgebot angegeben.
Der 1494 urkundlich erwähnte Brauer Aigner im historischen Tauersteinviertel gilt heute als Vorläufer des Bürgerbräu. Damals gab es fünf Brauerei in der Stadt und die des Aigner befand sich in etwa an der Stelle, an der sich auch heute der Bürgerbräu befindet. Vermutet wird allerdings, dass die Ursprünge der Brauerei sogar im 13. Jahrhundert zu suchen sind. 1494 wird heute von der Brauerei oft werblich als Firmengründung vermarktet. Vorher galt lange Zeit 1633 als Gründungsjahr.
Gegen Ende des 16. Jahrhunderts gehörte die Brauerei Wolfgang Hainschwanger, auf ihn folgten die Familien Wolf, Schorn, Elmberger, Puchner, Lindacher und Graßl. Die Brauerei gehörte damals jedoch zu den kleineren der Stadt. Der letzte große Stadtbrand 1834 vernichtete auch die Brauerei. In der zweiten Hälfte des 19. Jahrhunderts kaufte die Brauerfamilie Wieninger aus dem nicht weit entfernten Teisendorf nach und nach die Brauereien der Stadt auf. Nach dem Kauf des „Fischerbräu“ (1876, heutige Tiroler Straße 2), des „Schwabenbräu“ (1896, heutige Salzburger Straße 22) und des „Kammererbräu“ (1897, Poststraße 23) blieb nur noch das damals „Graßlbräu“ genannte Brauhaus übrig.

### Übernahme durch August Röhm

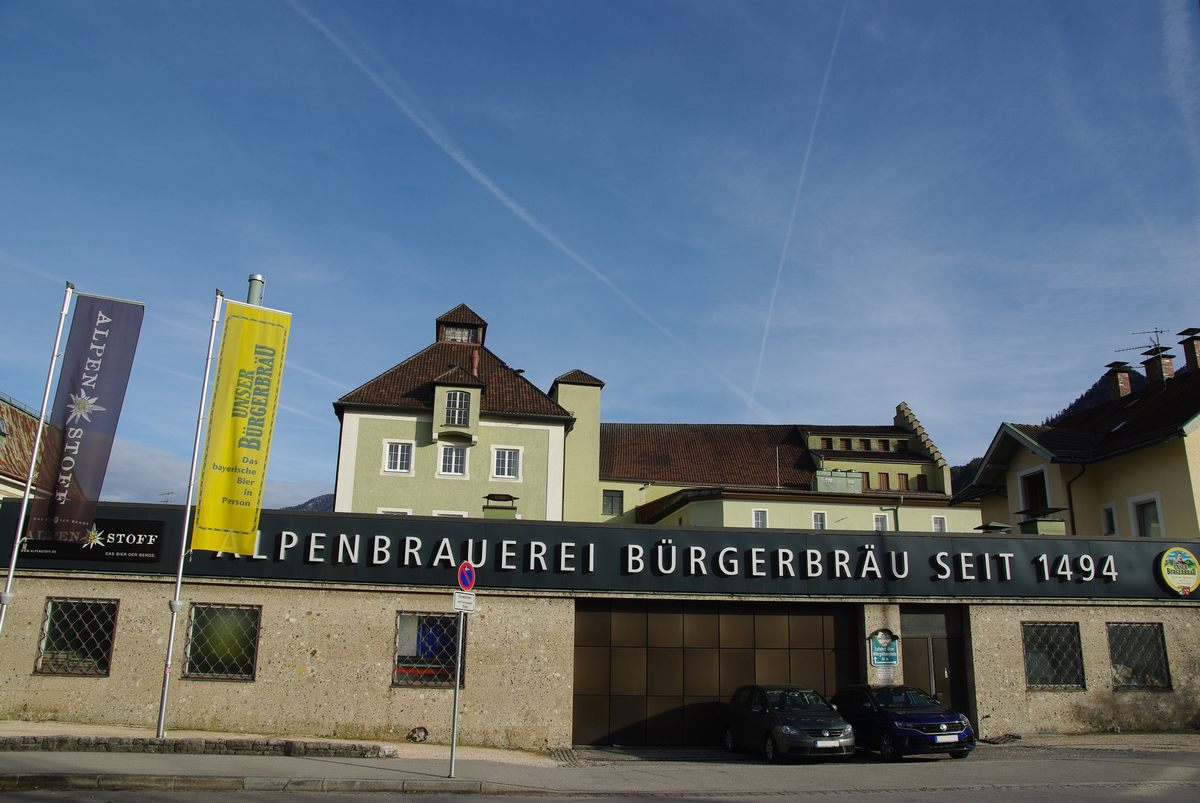
Sud- und Kesselhaus und Brauerei- und Verwaltungsgebäude mit Zufahrtstor an der Innsbrucker Straße

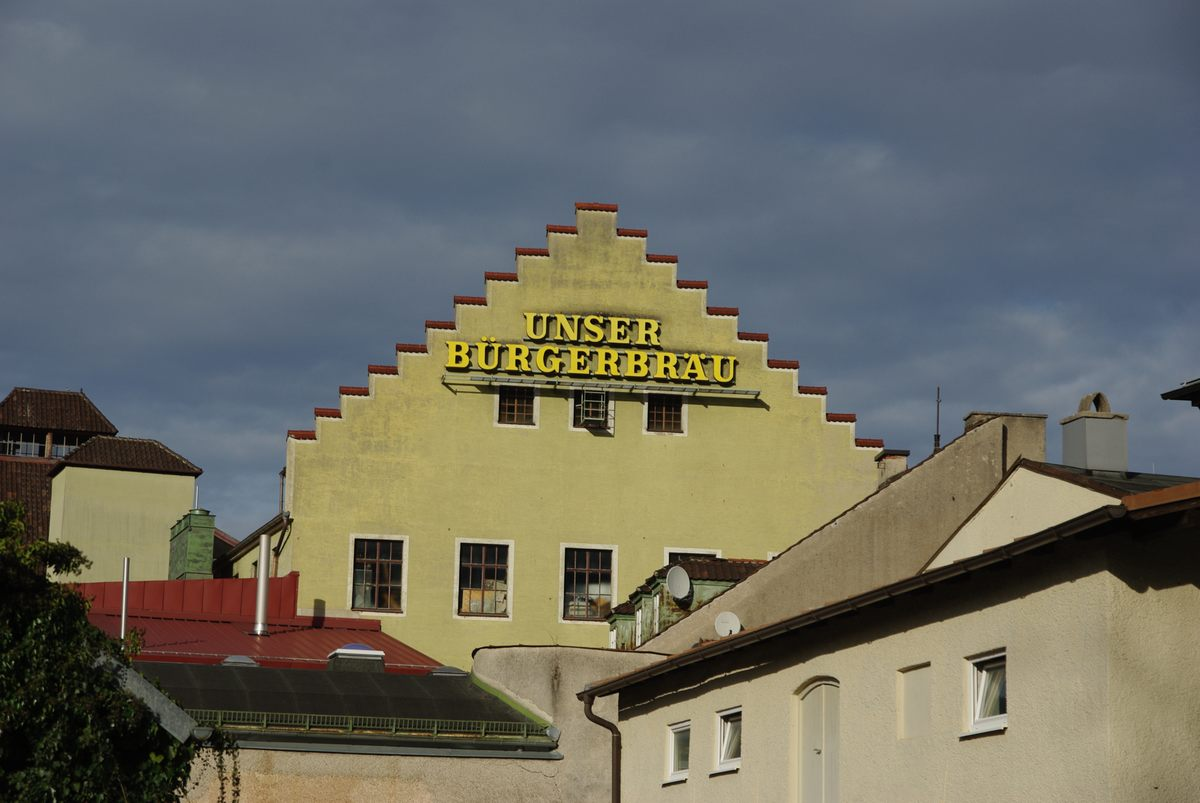
Südfassade Brauerei- und Verwaltungsgebäude mit Treppengiebel

1901 kaufte August Röhm (1868–1930), Kommerzienrat und Getreidehändler aus Lauingen, die Brauerei der Familie Graßl. Kurz danach erfolgte die Namensänderung in „Bürgerbräu Bad Reichenhall“. Bis 1910 errichtete Röhm einen Lager- und Abfüllkeller, ein neues Sud- und Kesselhaus, eine Malzdarre und einen neuen Gärkeller. Zeitgleich mit den Investitionen erweiterte Röhm kontinuierlich die Produktpalette der Brauerei. Neben dem vorherrschenden Braunbier setzte Röhm auf hellere Biere, die vor allem bei den gut betuchten Kurgästen aus Österreich-Ungarn oder Preußen wesentlich beliebter waren. Neben dunklem und hellem Lagerbier produzierte die Brauerei in dieser Zeit das Alt-Reichenhaller Sommerbier nach Pilsener Art, den hellen Suffikator-Bock und den dunklen Rupertibock. Röhm steigerte die Produktion bis 1914 von 3.000 Hektoliter pro Jahr auf 23.000 Hektoliter.
Nach dem Ersten Weltkrieg setzte Röhm zusammen mit seinen Söhnen Ernst (1894–1955) und Willi (1896–1959) die Investitionen fort. Auf die Errichtung einer modernen Fasswäscherei und Flaschenabfüllanlage folgte in den 1920er Jahren eine Vergrößerung der Malzdarre. 1925 wurden die Gasträume des Brauereigasthofes umfassend umgestaltet und der Hotelbetrieb aufgenommen.
1928 wurde die Gesellschaft „Bürgerbräu Bad Reichenhall August Röhm und Söhne“ gegründet, die Söhne Ernst und Willi übernahmen die Leitung des Unternehmens. 1930 konnte man die Jahresproduktion auf 30.000 Hektoliter anheben. In den 1930er Jahren wurde das Bier der Brauerei zeitweise auch in das Ausland exportiert, zum Teil nach Übersee und Südafrika.

### Kriegsschäden und Wiederaufbau
Der Luftangriff auf Bad Reichenhall, der das nicht weit entfernte Kammerbotenviertel und die obere Poststraße zerstörte, traf auch den Bürgerbräu schwer. 80 % des Gebäudebestands der Brauerei galt als zerstört und Plünderungen – vor allem durch alliierte Streitkräfte – setzten dem Bürgerbräu zusätzlich zu. Nach mehreren Jahren treuhänderischer Verwaltung konnte die Familie Röhm erst 1948 aktiv mit dem Wiederaufbau beginnen. In diesem Zuge wurde ein neuer Gärkeller errichtet, das Sud- und Kesselhaus erneuert und neue Tanks im Lagerkeller installiert. Die Brauerei und der Gasthof konnten 1950 mit einem Festakt wieder eröffnet werden, der Hotelbetrieb wurde 1955 wieder aufgenommen. 1957 wurde – als Anspielung auf den Kurbetrieb und die Kurgäste der Stadt – das Kur-Pils (heute Das Pils) vorgestellt.
Seit 1968 exportiert die Brauerei regelmäßig Bier in das benachbarte Österreich. Zu 90 % wird das helle Exportbier geliefert, die restlichen 10 % verteilen sich auf Pils und Hefeweizen.
1978 wurde die neue Marke Unser Bürgerbräu und der markante „Bürgerbräu-Kopf“ mit Schnauzbart eingeführt. Bis heute vertreibt die Brauerei den Großteil der Biere unter der Marke Unser Bürgerbräu. 1980 übernahm Christoph Graschberger, der Urenkel August Röhms, die Leitung der Brauerei. Im gleichen Jahr wurde zum ersten Mal Bier nach Italien exportiert. Um 2000 wurde der „Bürgerbräu-Kopf“ modernisiert und freundlicher gestaltet.
2005 wurde der Alpenstoff vorgestellt. Dieses Bier, das nicht unter der Marke Unser Bürgerbräu vertrieben wird, wurde für die überregionale Vermarktung eingeführt. 2013 wurde das Helle durch den Gustl ersetzt. Dieses Bier, das an den Firmengründer August Röhm erinnert und dessen Foto auf dem Etikett trägt, wird ebenfalls nicht unter der Marke Unser Bürgerbräu verkauft. 2015 wurde die Gourmetbier-Linie Unser Bürgerbräu Edition eingeführt.

## Produkte

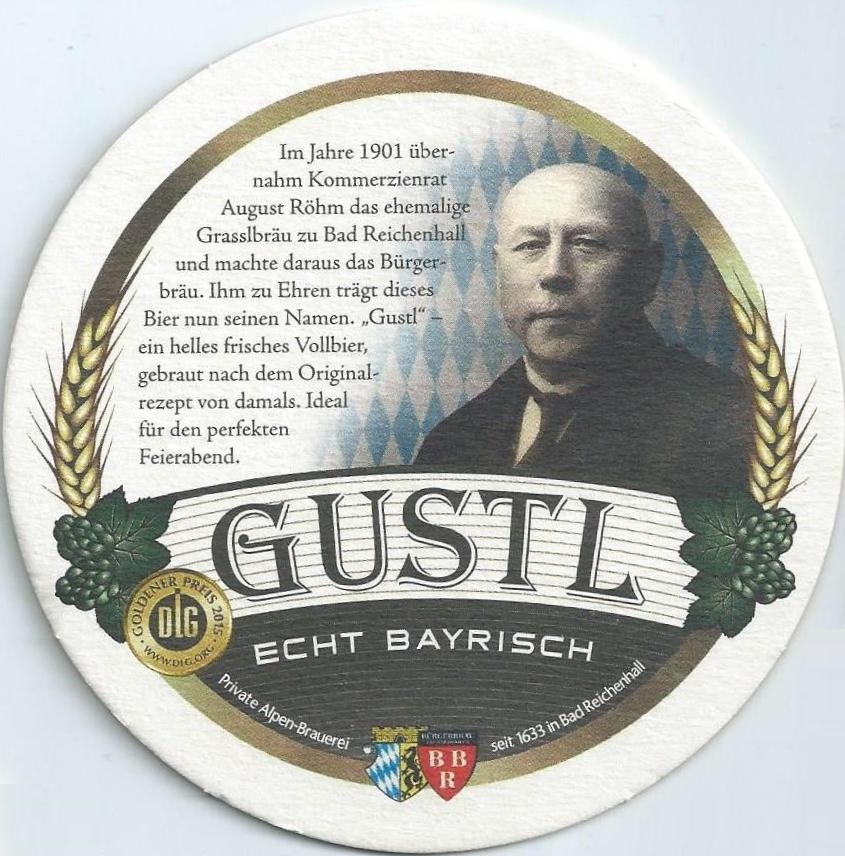
Gustl, Bierdeckel

Die Biere werden heute unter drei verschiedenen Marken angeboten, der jährliche Ausstoß beträgt 50.000 hl.
Unter der 1978 eingeführten Marke Unser Bürgerbräu werden insgesamt zwölf verschiedene Sorten, darunter fünf verschiedene Weizenbiere, ein Pils und mehrere Dunkelbiere und Biermischgetränke vertrieben.
2005 wurde die Produktpalette um den Alpenstoff („Das Bier der Berge“) erweitert, um das Bier der Brauerei überregional zu vermarkten. Der Alpenstoff wird als einziges Bier der Brauerei auch in einer 2-Liter-Präsentflasche angeboten. Zusätzlich zum unter Unser Bürgerbräu angebotenen Natur-Radler wird auch der Alpenstoff in 0,33-Liter-Flaschen als Alpenstoff Natur Lemon angeboten.
Der Gustl ersetzte 2013 das einfache Hell und wird als eigenständige Marke verkauft. Der Name erinnert an den Firmengründer August Röhm, dessen Foto auf dem Etikett abgedruckt ist.
Die Palette an alkoholischen Getränken ergänzt die Unser Bürgerbrau Edition mit verschiedenen Sorten, die ausschließlich in 0,75-Liter-Flaschen verkauft wird, sowie ein aus dem Rupertus Weizenbock hergestellter Bierbrand.
Außerdem produziert das Unternehmen Tafelwasser, Limonaden und Schorle.

## Brauereigasthof

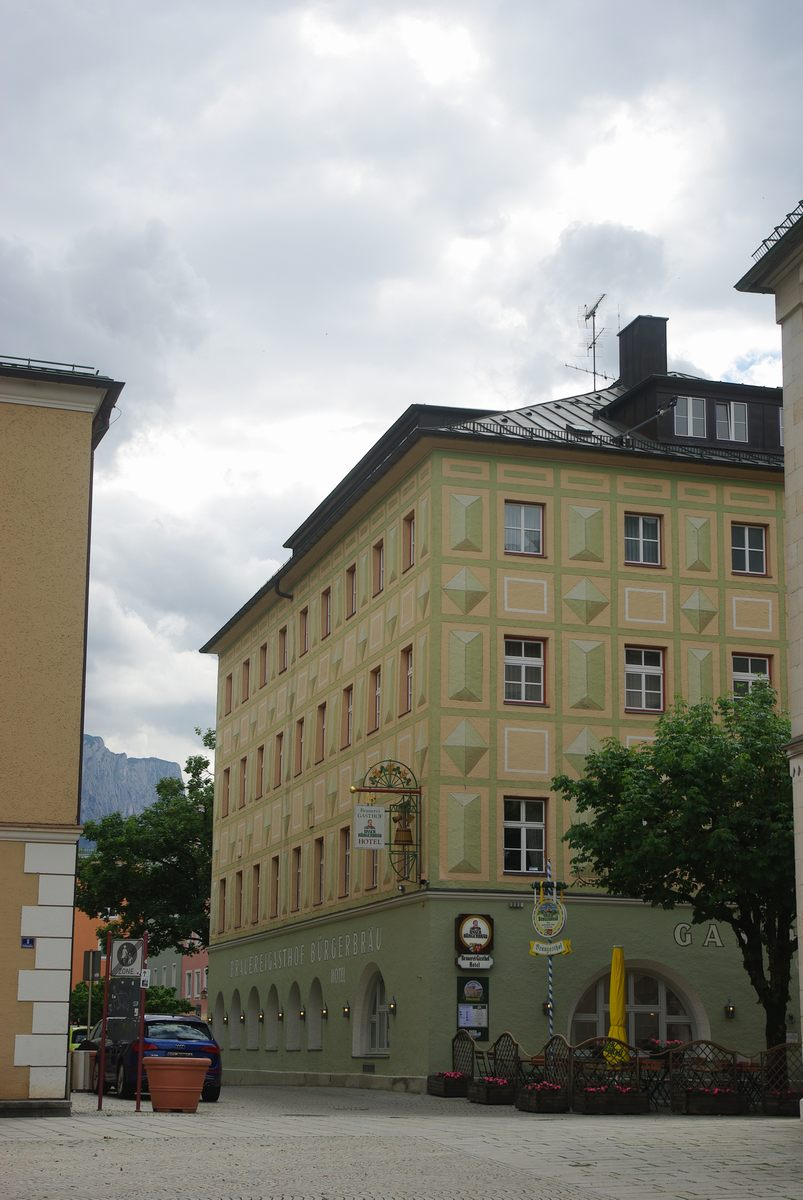
Brauereigasthof in Bad Reichenhall

An die Brauerei angeschlossen ist der gleichnamige Brauereigasthof mit Hotel.
Im Eigentum der Brauerei befinden sich die weiteren Gasthöfe Pfaubräu in Trostberg, Waldhauserbräu in Schönau am Königssee und das Zollhäusl in Freilassing.

## Auszeichnungen
Die Brauerei hat mehrere Auszeichnungen erhalten, z. B. DLG Goldmedaillen und den DLG-Preis für langjährige Produktqualität – 2021 zum 28. Mal in Folge – und den Bundesehrenpreis 2008 und 2019.

## Sonstiges
Die Brauerei ist Mitglied im Brauring, einer Kooperationsgesellschaft privater Brauereien aus Deutschland, Österreich und der Schweiz.